# Mistrzostwa Świata U-20 w Rugby Union Mężczyzn 2011
Mistrzostwa Świata Juniorów w Rugby Union 2011 (IRB Junior World Championship 2011) – czwarte mistrzostwa świata w rugby union dla drużyn narodowych do lat 20, organizowane przez IRB. Turniej został rozegrany we Włoszech w dniach 10–26 czerwca 2011 roku. Wzięło w nim udział dwanaście drużyn, a tytułu bronił zespół Nowej Zelandii.
Federazione Italiana Rugby otrzymała prawa do organizacji zawodów w połowie lutego 2010 roku, w listopadzie tego roku natomiast ogłoszono stadiony, składy grup i rozkład gier. Sędziowie zawodów zostali wyznaczeni w kwietniu 2011 roku. W turnieju brało udział dwanaście drużyn, które zostały podzielone na trzy czterozespołowe grupy rywalizujące systemem kołowym w ciągu trzech meczowych dni. Po zakończeniu pierwszej fazy ustalany był ranking – pierwsze cztery zespoły awansowały do półfinałów, kolejne cztery walczyły o miejsce piąte, zaś pozostałe o miejsce dziewiąte.
W meczu finałowym, rozegranym 26 czerwca 2011 na Stadio Plebiscito w Padwie, zwyciężyła Nowa Zelandia pokonując zespół Anglii. Był to jednocześnie ich czwarty z rzędu triumf w mistrzostwach świata. Reprezentacja Tonga po zajęciu ostatniego miejsca wypadła z rozgrywek młodzieżowej elity i w 2012 roku zagrała w Junior World Rugby Trophy. Najwięcej punktów zdobył przedstawiciel triumfatorów, Gareth Anscombe, w klasyfikacji przyłożeń z siedmioma zwyciężyli zaś Anglik Christian Wade i reprezentant RPA Arno Botha.
Głównym nadawcą telewizyjnym był RAI Sport. Turniej był transmitowany przez dziewiętnaście stacji telewizyjnych z całego świata odbieranych w 142 krajach – zaplanowano około 280 godzin transmisji, szesnaście spotkań było też transmitowanych w Internecie na oficjalnej stronie IRB. Najtańsza wejściówka na mecz kosztowała zaś 5 euro.
W trakcie trwania turnieju IRB regularnie publikowała statystyki.

## Stadiony
Na potrzeby rozgrywek grupowych oraz wczesnych faz pucharowych przeznaczono trzy mniejsze stadiony. Finał został rozegrany na Stadio Euganeo w Padwie.
| Miasto  | Stadion                          | Pojemność |
| ------- | -------------------------------- | --------- |
| Rovigo  | Stadio Comunale Mario Battaglini | 5 000     |
| Treviso | Stadio comunale di Monigo        | 6 700     |
| Padwa   | Stadio Plebiscito                | 9 600     |
| Padwa   | Stadio Euganeo                   | 32 336    |

## Uczestnicy
| Grupa | Zespół                 | Liczba występów | Poprzednia pozycja |
| ----- | ---------------------- | --------------- | ------------------ |
| A     | Nowa Zelandia U-20     | 3               | 1                  |
| A     | Argentyna U-20         | 3               | 6                  |
| A     | Walia U-20             | 3               | 7                  |
| A     | Włochy U-20            | 2               | awans z JWRT 2010  |
| B     | Australia U-20         | 3               | 2                  |
| B     | Francja U-20           | 3               | 5                  |
| B     | Fidżi U-20             | 3               | 8                  |
| B     | Tonga U-20             | 3               | 11                 |
| C     | Południowa Afryka U-20 | 3               | 3                  |
| C     | Anglia U-20            | 3               | 4                  |
| C     | Irlandia U-20          | 3               | 9                  |
| C     | Szkocja U-20           | 3               | 10                 |

Godziny rozpoczęcia spotkań według czasu lokalnego UTC+02:00.

## Faza grupowa

### Grupa A
| 10 czerwca 201118:10 | Argentyna U-20              | 8:34(5:17) | Walia U-20                                           | Stadio Plebiscito, Padwa Sędzia: John Lacey |
| 10 czerwca 201118:10 | Bollini 5 (P), Ormson 3 (K) | 8:34(5:17) | Morgan 19 (P 4pd 2K), Williams 10 (2P), Walker 5 (P) | Stadio Plebiscito, Padwa Sędzia: John Lacey |

| 10 czerwca 201120:10 | Włochy U-20                      | 7:64(0:36) | Nowa Zelandia U-20 | Stadio comunale di Monigo, Treviso Sędzia: Leighton Hodges |
| 10 czerwca 201120:10 | Visentin 5 (P), Palazzani 2 (pd) | 7:64(0:36) | Piutau 10 (2P), Anscombe 22 (P 7pd K), Scott 5 (P), Luatua 5 (P), Saili 5 (P), Sopoaga 5 (P), Perenara 5 (P), Barrett 5 (P), George 2 (pd) | Stadio comunale di Monigo, Treviso Sędzia: Leighton Hodges |
| 10 czerwca 201120:10 | Pleasants-Tate                   | 7:64(0:36) | | Stadio comunale di Monigo, Treviso Sędzia: Leighton Hodges |

| 14 czerwca 201118:10 | Nowa Zelandia U-20 | 92:0(45:0) | Walia U-20 | Stadio Comunale Mario Battaglini, Rovigo Widzów: 3500 Sędzia: Greg Garner |
| 14 czerwca 201118:10 | Cane 15 (3P), Anscombe 22 (11pd), Piutau 10 (2P), Sopoaga 10 (2P), Whitelock 5 (P), Luatua 5 (P), Llewellyn 5 (P), Perenara 5 (P), Shields 5 (P), Robertson 5 (P), Weber 5 (P) | 92:0(45:0) |            | Stadio Comunale Mario Battaglini, Rovigo Widzów: 3500 Sędzia: Greg Garner |
| 14 czerwca 201118:10 | Siggery | 92:0(45:0) |            | Stadio Comunale Mario Battaglini, Rovigo Widzów: 3500 Sędzia: Greg Garner |

| 14 czerwca 201120:10 | Włochy U-20   | 3:27(3:13) | Argentyna U-20                                                | Stadio Comunale Mario Battaglini, Rovigo Widzów: 4000 Sędzia: Mathieu Raynal |
| 14 czerwca 201120:10 | Gennari 3 (K) | 3:27(3:13) | Montero 5 (P), Ormson 12 (3pd 2K), Masera 5 (P), Moroni 5 (P) | Stadio Comunale Mario Battaglini, Rovigo Widzów: 4000 Sędzia: Mathieu Raynal |
| 14 czerwca 201120:10 | Lobo          | 3:27(3:13) |                                                               | Stadio Comunale Mario Battaglini, Rovigo Widzów: 4000 Sędzia: Mathieu Raynal |

| 18 czerwca 201118:10 | Włochy U-20                      | 6:56(6:28) | Walia U-20 | Stadio comunale di Monigo, Treviso Sędzia: Jonathon White |
| 18 czerwca 201118:10 | Gennari 3 (K), Campagnaro 3 (dg) | 6:56(6:28) | Morgan 16 (5pd 2K), Young 5 (P), R. Jones 5 (P), Hamilton 5 (P), Walker 5 (P), Evans 5 (P), James 5 (P), Rh. Jones 5 (P), Siggery 5 (P) | Stadio comunale di Monigo, Treviso Sędzia: Jonathon White |

| 18 czerwca 201118:10 | Argentyna U-20                                   | 15:48(15:31) | Nowa Zelandia U-20 | Stadio Plebiscito, Padwa Widzów: 6000 Sędzia: Neil Paterson |
| 18 czerwca 201118:10 | Ormson 5 (pd K), Sartori 5 (P), Guillemaín 5 (P) | 15:48(15:31) | Scott 5 (P), George 9 (3pd K), Saili 10 (2P), Llewellyn 5 (P), Barrett 7 (P pd), Pleasants-Tate 5 (P), Perenara 5 (P), Anscombe 2 (pd) | Stadio Plebiscito, Padwa Widzów: 6000 Sędzia: Neil Paterson |
| 18 czerwca 201118:10 | Moroni · Guillemaín                              | 15:48(15:31) | | Stadio Plebiscito, Padwa Widzów: 6000 Sędzia: Neil Paterson |

### Grupa B
| 10 czerwca 201118:10 | Australia U-20 | 54:7(35:0) | Tonga U-20                 | Stadio Comunale Mario Battaglini, Rovigo Widzów: 250 Sędzia: JP Doyle |
| 10 czerwca 201118:10 | Lucas 9 (P 2pd), Volavola 10 (5pd), Kingston 5 (P), Enever 5 (P), Roach 5 (P), Sitauti 5 (P), Faingaʻa 5 (P), Butler 5 (P), Latunipulu 5 (P) | 54:7(35:0) | Howling 5 (P), Ahki 2 (pd) | Stadio Comunale Mario Battaglini, Rovigo Widzów: 250 Sędzia: JP Doyle |

| 10 czerwca 201120:10 | Francja U-20                                                                 | 24:12(17:3) | Fidżi U-20                       | Stadio Comunale Mario Battaglini, Rovigo Widzów: 300 Sędzia: Neil Paterson |
| 10 czerwca 201120:10 | Barraque 9 (3pd K), Taofifénua 5 (P), Bourgeois 5 (P), karne przyłożenie – 5 | 24:12(17:3) | Rasolea 3 (K), Lalagavesi 9 (3K) | Stadio Comunale Mario Battaglini, Rovigo Widzów: 300 Sędzia: Neil Paterson |

| 14 czerwca 201118:10 | Australia U-20 | 50:25(33:10) | Fidżi U-20                                                        | Stadio Plebiscito, Padwa Widzów: 800 Sędzia: Francisco Pastrana |
| 14 czerwca 201118:10 | Bredenhann 15 (P 5pd), Hooper 5 (P), Butler 5 (P), Postal 5 (P), Anderson 5 (P), Siliva 5 (P), Woodhouse 5 (P), Enever 5 (P) | 50:25(33:10) | Raitini 5 (P), Lalagavesi 10 (2pd 2K), Talebula 5 (P), Mudu 5 (P) | Stadio Plebiscito, Padwa Widzów: 800 Sędzia: Francisco Pastrana |
| 14 czerwca 201118:10 | Dawai · Sicinilawa | 50:25(33:10) |                                                                   | Stadio Plebiscito, Padwa Widzów: 800 Sędzia: Francisco Pastrana |

| 14 czerwca 201120:10 | Francja U-20                                                                                       | 27:14(8:7) | Tonga U-20                                 | Stadio Plebiscito, Padwa Widzów: 1100 Sędzia: John Lacey |
| 14 czerwca 201120:10 | Delmas 5 (P), Palis 5 (pd K), Chateau 5 (P), Barraque 2 (pd), Gayraud 5 (P), karne przyłożenie – 5 | 27:14(8:7) | Ahki 5 (P), Paraki 4 (2pd), Faeamani 5 (P) | Stadio Plebiscito, Padwa Widzów: 1100 Sędzia: John Lacey |
| 14 czerwca 201120:10 | Vahaamahina                                                                                        | 27:14(8:7) | Howling · Afu                              | Stadio Plebiscito, Padwa Widzów: 1100 Sędzia: John Lacey |

| 18 czerwca 201118:10 | Fidżi U-20                                                                             | 36:18(11:6) | Tonga U-20                                               | Stadio Comunale Mario Battaglini, Rovigo Sędzia: JP Doyle |
| 18 czerwca 201118:10 | Radradra 10 (2P), Lalagavesi 13 (2pd 3K), Mudu 5 (P), Nalasekata 5 (P), Talebula 3 (K) | 36:18(11:6) | Paraki 6 (2K), Howling 5 (P), Ahki 2 (pd), Lavemai 5 (P) | Stadio Comunale Mario Battaglini, Rovigo Sędzia: JP Doyle |

| 18 czerwca 201120:10 | Australia U-20                                                      | 25:31(18:24) | Francja U-20                                                  | Stadio comunale di Monigo, Treviso Sędzia: Jaco Peyper |
| 18 czerwca 201120:10 | Volavola 10 (2pd 2K), Sitauti 5 (P), Hooper 5 (P), Bredenhann 5 (P) | 25:31(18:24) | Pujol 5 (P), Barraque 16 (P 4pd K), Palis 5 (P), Buttin 5 (P) | Stadio comunale di Monigo, Treviso Sędzia: Jaco Peyper |

### Grupa C
| 10 czerwca 201118:10 | Anglia U-20                                                              | 33:25(18:13) | Irlandia U-20                                     | Stadio comunale di Monigo, Treviso Sędzia: Jaco Peyper |
| 10 czerwca 201118:10 | Short 5 (P), Ford 13 (2pd 3K), Thomas 5 (P), Vunipola 5 (P), Yarde 5 (P) | 33:25(18:13) | Jackson 11 (pd 3K), Conway 5 (P), McKinney 9 (3K) | Stadio comunale di Monigo, Treviso Sędzia: Jaco Peyper |
| 10 czerwca 201118:10 | Buckley                                                                  | 33:25(18:13) |                                                   | Stadio comunale di Monigo, Treviso Sędzia: Jaco Peyper |

| 10 czerwca 201120:10 | Południowa Afryka U-20                            | 33:0(21:0) | Szkocja U-20 | Stadio Plebiscito, Padwa Sędzia: Mathieu Raynal |
| 10 czerwca 201120:10 | Goosen 13 (2pd 3K), Venter 10 (2P), Botha 10 (2P) | 33:0(21:0) |              | Stadio Plebiscito, Padwa Sędzia: Mathieu Raynal |
| 10 czerwca 201120:10 | Hogg                                              | 33:0(21:0) |              | Stadio Plebiscito, Padwa Sędzia: Mathieu Raynal |

| 14 czerwca 201118:10 | Anglia U-20                                                               | 39:18(20:6) | Szkocja U-20                                   | Stadio comunale di Monigo, Treviso Sędzia: Leighton Hodges |
| 14 czerwca 201118:10 | Farrell 10 (2pd 2K), Yarde 5 (P), Wade 15 (3P), Mills 5 (P), Ford 4 (2pd) | 39:18(20:6) | Weir 8 (pd dg K), Kennedy 5 (P), Gossman 5 (P) | Stadio comunale di Monigo, Treviso Sędzia: Leighton Hodges |

| 14 czerwca 201120:10 | Irlandia U-20                                       | 26:42(19:27) | Południowa Afryka U-20                                                            | Stadio comunale di Monigo, Treviso Sędzia: Jonathon White |
| 14 czerwca 201120:10 | McKinney 14 (pd 4K), Conway 10 (2P), Jackson 2 (pd) | 26:42(19:27) | Venter 10 (2P), Goosen 17 (4pd dg 2K), Etzebeth 5 (P), Mjekevu 5 (P), Botha 5 (P) | Stadio comunale di Monigo, Treviso Sędzia: Jonathon White |

| 18 czerwca 201120:10 | Anglia U-20                                                  | 26:20(11:11) | Południowa Afryka U-20     | Stadio Plebiscito, Padwa Widzów: 7000 Sędzia: John Lacey |
| 18 czerwca 201120:10 | Ford 9 (3K), Daly 5 (P), Gray 5 (P), Wade 5 (P), Cook 2 (pd) | 26:20(11:11) | Carr 5 (P), Goosen 15 (5K) | Stadio Plebiscito, Padwa Widzów: 7000 Sędzia: John Lacey |
| 18 czerwca 201120:10 | Vunipola                                                     | 26:20(11:11) |                            | Stadio Plebiscito, Padwa Widzów: 7000 Sędzia: John Lacey |

| 18 czerwca 201120:10 | Irlandia U-20                                                                    | 30:13(6:3) | Szkocja U-20                               | Stadio Comunale Mario Battaglini, Rovigo Widzów: 700 Sędzia: Greg Garner |
| 18 czerwca 201120:10 | Jackson 11 (pd 3K), Conway 5 (P), Marshall 5 (P), McKinney 4 (2pd), Annett 5 (P) | 30:13(6:3) | Weir 6 (2K), Gilmour 5 (P), Edwards 2 (pd) | Stadio Comunale Mario Battaglini, Rovigo Widzów: 700 Sędzia: Greg Garner |

## Faza pucharowa

### Mecze o miejsca 9–12
|  | Półfinały o 9. miejsce | Półfinały o 9. miejsce | Półfinały o 9. miejsce |  |  | Mecz o 9. miejsce  | Mecz o 9. miejsce  | Mecz o 9. miejsce  |
|  |                        |                        |                        |  |  |                    |                    |                    |
|  | 1                      | Szkocja U-20           | 30                     |  |  |                    |                    |                    |
|  | 4                      | Tonga U-20             | 11                     |  |  |                    |                    |                    |
|  |                        |                        |                        |  |  |                    | Szkocja U-20       | 14                 |
|  |                        |                        |                        |  |  |                    | Argentyna U-20     | 15                 |
|  | 2                      | Argentyna U-20         | 12                     |  |  |                    |                    |                    |
|  | 3                      | Włochy U-20            | 8                      |  |  | Mecz o 11. miejsce | Mecz o 11. miejsce | Mecz o 11. miejsce |
|  |                        |                        |                        |  |  |                    |                    |                    |
|  |                        |                        |                        |  |  |                    | Tonga U-20         | 22                 |
|  |                        |                        |                        |  |  |                    | Włochy U-20        | 34                 |

| 22 czerwca 201118:00 | Szkocja U-20                                  | 30:11(13:3) | Tonga U-20                   | Stadio Comunale Mario Battaglini, Rovigo Widzów: 150 Sędzia: Mathieu Raynal |
| 22 czerwca 201118:00 | Weir 20 (P 3pd 3K), Hogg 5 (P), Gossman 5 (P) | 30:11(13:3) | Ahki 6 (2K), Toumohuni 5 (P) | Stadio Comunale Mario Battaglini, Rovigo Widzów: 150 Sędzia: Mathieu Raynal |

| 22 czerwca 201120:10 | Argentyna U-20        | 12:8(6:8) | Włochy U-20                     | Stadio Comunale Mario Battaglini, Rovigo Widzów: 1000 Sędzia: Leighton Hodges |
| 22 czerwca 201120:10 | Ormson 12 (4K)        | 12:8(6:8) | Palazzani 3 (K), Visentin 5 (P) | Stadio Comunale Mario Battaglini, Rovigo Widzów: 1000 Sędzia: Leighton Hodges |
| 22 czerwca 201120:10 | Ghiraldini · Conforti | 12:8(6:8) |                                 | Stadio Comunale Mario Battaglini, Rovigo Widzów: 1000 Sędzia: Leighton Hodges |

| 26 czerwca 201114:10 | Tonga U-20                                            | 22:34(12:20) | Włochy U-20                                                                    | Stadio Comunale Mario Battaglini, Rovigo Widzów: 900 Sędzia: Greg Garner |
| 26 czerwca 201114:10 | Talakai 5 (P), Hala 2 (pd), Afu 10 (2P), Vanisi 5 (P) | 22:34(12:20) | Palazzani 19 (P 4pd 2K), Visentin 5 (P), Castello 5 (P), karne przyłożenie – 5 | Stadio Comunale Mario Battaglini, Rovigo Widzów: 900 Sędzia: Greg Garner |

| 26 czerwca 201112:00 | Szkocja U-20                            | 14:15(7:15) | Argentyna U-20                          | Stadio Comunale Mario Battaglini, Rovigo Widzów: 600 Sędzia: Mathieu Raynal |
| 26 czerwca 201112:00 | Kennedy 5 (P), Weir 4 (2pd), Hogg 5 (P) | 14:15(7:15) | Poet 10 (P pd K), karne przyłożenie – 5 | Stadio Comunale Mario Battaglini, Rovigo Widzów: 600 Sędzia: Mathieu Raynal |
| 26 czerwca 201112:00 | Todd                                    | 14:15(7:15) | Lafontana                               | Stadio Comunale Mario Battaglini, Rovigo Widzów: 600 Sędzia: Mathieu Raynal |

### Mecze o miejsca 5–8
|  | Półfinał o 5. miejsce | Półfinał o 5. miejsce  | Półfinał o 5. miejsce |  |  | Mecz o 5. miejsce | Mecz o 5. miejsce      | Mecz o 5. miejsce |
|  |                       |                        |                       |  |  |                   |                        |                   |
|  | 1                     | Walia U-20             | 20                    |  |  |                   |                        |                   |
|  | 4                     | Fidżi U-20             | 34                    |  |  |                   |                        |                   |
|  |                       |                        |                       |  |  |                   | Fidżi U-20             | 17                |
|  |                       |                        |                       |  |  |                   | Południowa Afryka U-20 | 104               |
|  | 2                     | Południowa Afryka U-20 | 57                    |  |  |                   |                        |                   |
|  | 3                     | Irlandia U-20          | 15                    |  |  | Mecz o 7. miejsce | Mecz o 7. miejsce      | Mecz o 7. miejsce |
|  |                       |                        |                       |  |  |                   |                        |                   |
|  |                       |                        |                       |  |  |                   | Walia U-20             | 38                |
|  |                       |                        |                       |  |  |                   | Irlandia U-20          | 24                |

| 22 czerwca 201118:00 | Walia U-20                                                   | 20:34(7:13) | Fidżi U-20                                                 | Stadio Plebiscito, Padwa Widzów: 800 Sędzia: JP Doyle |
| 22 czerwca 201118:00 | Ford 5 (P), Morgan 5 (pd K), Rh. Jones 5 (P), Shingler 5 (P) | 20:34(7:13) | Lalagavesi 19 (2pd 5K), Talebula 10 (2P), Sicinilawa 5 (P) | Stadio Plebiscito, Padwa Widzów: 800 Sędzia: JP Doyle |
| 22 czerwca 201118:00 | Williams                                                     | 20:34(7:13) | Rasolea                                                    | Stadio Plebiscito, Padwa Widzów: 800 Sędzia: JP Doyle |

| 22 czerwca 201120:10 | Południowa Afryka U-20 | 57:15(31:3) | Irlandia U-20                                  | Stadio Plebiscito, Padwa Widzów: 1300 Sędzia: Francisco Pastrana |
| 22 czerwca 201120:10 | Du Preez 5 (P), Goosen 10 (5pd), Mjekevu 10 (2P), Botha 5 (P), Mbovane 15 (3P), Taute 5 (P), Venter 5 (P), Welthagen 2 (pd) | 57:15(31:3) | McKinney 5 (pd K), McKeon 5 (P), Jackson 5 (P) | Stadio Plebiscito, Padwa Widzów: 1300 Sędzia: Francisco Pastrana |

| 26 czerwca 201112:00 | Walia U-20                                                                                             | 38:24(21:14) | Irlandia U-20                                                                  | Stadio comunale di Monigo, Treviso Sędzia: Jonathon White |
| 26 czerwca 201112:00 | Robling 5 (P), Morgan 11 (pd 3K), Cook 5 (P), Shingler 2 (pd), Williams 5 (P), Hill 5 (P), Young 5 (P) | 38:24(21:14) | Conway 5 (P), McKinney 2 (pd), Boyle 5 (P), Jackson 7 (2pd K), Henderson 5 (P) | Stadio comunale di Monigo, Treviso Sędzia: Jonathon White |
| 26 czerwca 201112:00 | Morgan                                                                                                 | 38:24(21:14) |                                                                                | Stadio comunale di Monigo, Treviso Sędzia: Jonathon White |

| 26 czerwca 201114:10 | Fidżi U-20                              | 17:104(17:43) | Południowa Afryka U-20 | Stadio comunale di Monigo, Treviso Sędzia: Francisco Pastrana |
| 26 czerwca 201114:10 | Lalagavesi 12 (P 2pd K), Radradra 5 (P) | 17:104(17:43) | Mbovane 10 (2P), Goosen 24 (12pd), Mjekevu 5 (P), Carr 5 (P), Botha 15 (3P), Venter 5 (P), Rademan 10 (2P), Taute 10 (2P), Skosan 5 (P), Jordaan 5 (P), Kleinhans 5 (P), karne przyłożenie – 5 | Stadio comunale di Monigo, Treviso Sędzia: Francisco Pastrana |
| 26 czerwca 201114:10 | Talebula · Sawene                       | 17:104(17:43) | Beyers | Stadio comunale di Monigo, Treviso Sędzia: Francisco Pastrana |

### Mecze o miejsca 1–4
|  | Półfinały | Półfinały          | Półfinały |  |  | Finał             | Finał             | Finał             |
|  |           |                    |           |  |  |                   |                   |                   |
|  | 1         | Anglia U-20        | 33        |  |  |                   |                   |                   |
|  | 4         | Francja U-20       | 18        |  |  |                   |                   |                   |
|  |           |                    |           |  |  |                   | Anglia U-20       | 22                |
|  |           |                    |           |  |  |                   | Australia U-20    | 33                |
|  | 2         | Nowa Zelandia U-20 | 37        |  |  |                   |                   |                   |
|  | 3         | Australia U-20     | 7         |  |  | Mecz o 3. miejsce | Mecz o 3. miejsce | Mecz o 3. miejsce |
|  |           |                    |           |  |  |                   |                   |                   |
|  |           |                    |           |  |  |                   | Francja U-20      | 17                |
|  |           |                    |           |  |  |                   | Australia U-20    | 30                |

| 22 czerwca 201118:00 | Anglia U-20                                              | 33:18(13:10) | Francja U-20                                         | Stadio comunale di Monigo, Treviso Sędzia: John Lacey |
| 22 czerwca 201118:00 | Wade 5 (P), Ford 18 (P 2pd 3K), Ransom 5 (P), Gray 5 (P) | 33:18(13:10) | Taofifénua 5 (P), Barraque 8 (pd 2K), O’Connor 5 (P) | Stadio comunale di Monigo, Treviso Sędzia: John Lacey |

| 22 czerwca 201120:10 | Nowa Zelandia U-20                                             | 37:7(13:7) | Australia U-20                      | Stadio comunale di Monigo, Treviso Sędzia: Greg Garner |
| 22 czerwca 201120:10 | Saili 5 (P), Anscombe 22 (P 4pd 3K), Piutau 5 (P), Weber 5 (P) | 37:7(13:7) | Nasiganiyavi 5 (P), Volavola 2 (pd) | Stadio comunale di Monigo, Treviso Sędzia: Greg Garner |

| 26 czerwca 201117:00 | Francja U-20                                                | 17:30(8:17) | Australia U-20                                                   | Stadio Plebiscito, Padwa Widzów: 9600 Sędzia: Leighton Hodges |
| 26 czerwca 201117:00 | Barraque 5 (pd K), Palis 5 (P), Come 5 (P), Doussain 2 (pd) | 17:30(8:17) | Kingston 5 (P), Volavola 15 (3pd 3K), Lucas 5 (P), Morahan 5 (P) | Stadio Plebiscito, Padwa Widzów: 9600 Sędzia: Leighton Hodges |

| 26 czerwca 201119:10 | Anglia U-20                                | 22:33(10:20) | Nowa Zelandia U-20                                                 | Stadio Plebiscito, Padwa Widzów: 10 100 Sędzia: Jaco Peyper |
| 26 czerwca 201119:10 | Wade 10 (2P), Ford 7 (2pd K), Thomas 5 (P) | 22:33(10:20) | Anscombe 18 (3pd 4K), Piutau 5 (P), Tameifuna 5 (P), Barrett 5 (P) | Stadio Plebiscito, Padwa Widzów: 10 100 Sędzia: Jaco Peyper |

## Klasyfikacja końcowa
| Miejsce | Reprezentacja          |
| ------- | ---------------------- |
| złoto   | Nowa Zelandia U-20     |
| srebro  | Anglia U-20            |
| brąz    | Australia U-20         |
| 4       | Francja U-20           |
| 5       | Południowa Afryka U-20 |
| 6       | Fidżi U-20             |
| 7       | Walia U-20             |
| 8       | Irlandia U-20          |
| 9       | Argentyna U-20         |
| 10      | Szkocja U-20           |
| 11      | Włochy U-20            |
| 12      | Tonga U-20             |